# الإقليمية (العلاقات الدولية)
في العلاقات الدولية، يشير مصطلح الإقليمية إلى شعور مشترك بالهوية والغاية مقترنًا بإنشاء مؤسسات ووضعها حد التطبيق لتعبر عن هوية هوية معينة وتشكل أساس العمل المشترك ضمن منطقة جغرافية ما. تعتبر الإقليمية واحدة من العناصر الأساسية لنظام التجارة الدولية (جنبًا إلى جنب مع العلاقات متعددة الأطراف والأحادية).
بدأت أولى أشكال المبادرات الإقليمية المتسقة في خمسينيات وستينيات القرن الماضي، إلا أنهم لم ينجزوا سوى القليل، ما عدا في أوروبا الغربية مع ظهور السوق الأوروبية المشتركة. يطلق بعض المحللين على هذه المبادرات اسم «الإقليمية القديمة». في أواخر ثمانينيات القرن الماضي، ظهر نوع جديد من التكامل الإقليمي أُطلق عليه اسم «الإقليمية الجديدة» ولا زال مستمرًا حتى الآن. ظهرت خلال العقدين الماضيين موجة جديدة من المبادرات السياسية الداعية إلى التكامل الإقليمي. كما انتشرت صفقات التجارة الإقليمية والثنائية بسرعة كبيرة بعد فشل جولة الدوحة للتنمية.
يمكن تصنيف الاتحاد الأوروبي على أنه ناتج عن الإقليمية. إن الفكرة الكامنة وراء تزايد هذه الهوية الإقليمية هي أنه عندما تصبح المنطقة متكاملة اقتصاديًا أكثر، فإنها بالضرورة ستصبح متكاملة سياسيًا أيضًا. يعتبر المثال الأوروبي صحيحًا تحت هذه الضوء، إذ أن الهيكل السياسي للاتحاد الأوروبي نما بعد أكثر من 40 سنة من التكامل الاقتصادي بين البلدان الأوروبية. كانت السوق الأوروبية المشتركة، وهي السلف الذي سبق الاتحاد الأوروبي، كيانًا اقتصاديًا بالكامل.

## التعريف
عرف جوزيف ناي المنطقة الدولية بكونها «عدد محدود من الدول المترابطة من خلال علاقات جغرافية وعبر درجة من الاتكال المتبادل فيما بينها»، والإقليمية (العالمية) بكونها «تشكيل لجمعيات أو تجمعات بين الدول على أساس المناطق». إلا أن هذا التعريف لم يلقى قبولًا بالإجماع، كما أشار بعض المحللين على سبيل المثال، إلى أن الوفرة في المنظمات الإقليمية التي بادرت الدول النامية بإنشائها لم تعزز النمو المتسارع للإقليمية في العالم الثالث. أكد كُتّاب آخرون، مثل إرنست هاس، على ضرورة التفريق بين مفاهيم التعاون الإقليمي والنظام الإقليمي والمنظمة الإقليمية والتكامل الإقليمي والإقليمية.

## تاريخ
تعود مبادرات توثيق التكامل الإقليمي إلى ثمانينيات القرن التاسع عشر. بدأت أولى أشكال المبادرات الإقليمية المتسقة في خمسينيات وستينيات القرن الماضي، إلا أن اهتمامًا متجددًا بالمناطقية انبثق وأدى إلى الظهور السريع لنظام عالمي من الأقاليم بمتغيرات سياسية واقتصادية.

### الأصول
إنه لمن الصعب الرجوع بالزمن إلى بدايات الإقليمية، نظرًا لعدم وجود شرح وافي يشتمل على أصول ونمو فكرة الإقليمية. يعتبر بعض المحليين معاييرًا مثل رغبة الدول في «الاستفادة القصوى من بيئتهم الإقليمية» نوعًا من المراوغة؛ إذ أنهم يفضلون النظر في تاريخ الإقليمية من باب ظهور المؤسسات الحديثة. إذا كانت منظمة رسمية على المستوى الإقليمي على عكس المستوى الدولي هي معيار بداية النزعة الإقليمية، سيكون من الصعب تحديد أصولها قبل العام 1945 بكثير.

### قبل عام 1945
كانت الدعوة نحو إقليمية عالمية نادرة في الفترة بين الحرب العالمية العالمية الأولى والحرب العالمية الثانية عندما كانت مذهب الأمن المشترك مهيمنًا. مع استبعاد مثال منظومة البلدان الأمريكية، لم يوجد سوى عدد قليل جدًا من التجمعات الإقليمية قبل الحرب العالمية الثانية. ما ظهر قبل الحرب العالمية الثانية كان عبارة عن أعداد متزايدة من الجمعيات العالمية العامة والخاصة، مثل الاتحاد البريدي العالمي ورابطة القانون الدولي الذين عقدوا اجتماعات منظمة وكان لهم أماناتهم الخاصة.

### بين عامي 1945 و1980
حتى مع نهاية الحرب العالمية الثانية، لم تدخل الإقليمية بعد قاموس العلاقات الدولية. إلا أنه خلال أربعينيات القرن الماضي، دعا العديد من الأشخاص المؤثرين إلى «التخلص من الشمولية النظرية غير المجدية والانتقال إلى إقليمية عملية وقابلة للتنفيذ». ظهرت أهمية المنطقة بوصفها موضع دراسة ليس فقط في سياق الحرب الباردة، ولكن أيضًا كنتيجة الإدراك الذاتي للمناطق بحد ذاتها. نظرًا للمتطلبات اللاحقة من قبل الدول التي كانت قد قامت باستثمارات سياسية كبيرة في الإجراءات المناطقية مثل منظومة البلدان الأمريكية ورابطة الشعوب البريطانيّة (دول الكومنولث) وجامعة الدول العربية، ظهرت الإقليمية حتى في ميثاق الأمم المتحدة النهائي.

#### المبادرات الأوروبية
أخذت الإقليمية الأوروبية شكلًا ملموسًا خلال أواخر أربعينيات القرن الماضي. وُقعت معاهدة إنشاء اتحاد دول بنلوكس الاقتصادي عام 1944 من قبل الحكومات في المنفى: بلجيكا وهولندا ولوكسمبورغ في لندن، ودخلت حيّز التنفيذ عام 1947. في عام 1952، أنشأت كل من الدنمارك والسويد وأيسلندا والنرويج (وفنلندا التي انضمت عام 1955) المجلس الشمالي، وهو منظمة برلمانية تهدف إلى إقامة تعاون شمالي إقليمي. حُددت قوانين المجلس الشمالي في اتفاقية هلسنكي، والتي تعهدت فيها الأطراف على «السعي من أجل الحفاظ ومواصلة تطوير التعاون بين الدول في المجالات القانونية والثقافية والمالية إضافةً إلى القضايا التي تخص المواصلات وحماية البيئة».
أنشأت كل من فرنسا وألمانيا الغربية وإيطاليا وبلجيكا ولوكسمبورغ وهولندا بموجب معاهدة باريس عام 1951 الجمعية الأوروبية للفحم والصلب من أجل الاتحاد الاحتكاري لموارد الصلب والفحم بين الدول الأعضاء. أنشأت نفس الدول في 25 مارس من عام 1957 عبر توقيع معاهدة روما الجمعية الأوروبية للطاقة الذرية والسوق الأوروبية المشتركة، وهما أهم تجمعين أوروبيين.